# David Diehl
David Michael Diehl (* 15. September 1980 in Chicago, Illinois) ist ein ehemaliger US-amerikanischer American-Football-Spieler auf der Position des Offensive Tackles. Er spielte bei den New York Giants in der National Football League (NFL) und gewann mit ihnen zwei Super Bowls.

## Spielerlaufbahn

### College
Diehl ist deutsch-kroatischer Abstammung und spielte bereits auf der High School American Football. Diehl studierte an der University of Illinois at Urbana-Champaign. Während seines Studiums lief er durchweg als Starter seiner Collegemannschaft auf. 2002 zog er mit seiner Mannschaft in den Sugar Bowl ein, der allerdings mit 47:34 gegen die Louisiana State University verloren ging.

### NFL
Diehl wurde 2003 durch die von Jim Fassel trainierten New York Giants in der fünften Runde an 160. Stelle des NFL Drafts ausgewählt. Obwohl ihm die späte Verpflichtung kaum Aussicht auf eine dauerhafte Karriere machte, lief er bereits in seinem ersten Spiel als Starter auf. Als Offensive Tackle hatte er die Aufgabe, den Quarterback der Mannschaft zu schützen und Tiki Barber, dem Runningback der Giants, den Weg in die Endzone frei zu blocken. 2004 verpflichteten die Giants Tom Coughlin als Head Coach und Eli Manning als neuen Quarterback. Im folgenden Jahr zeigten die Neuverpflichtungen die ersten Erfolge – erstmals seit 2002 konnten die Giants wieder in die Play-offs einziehen, wo sie allerdings früh an den Carolina Panthers scheiterten. 2006 konnten die Giants lediglich eine ausgeglichene Bilanz vorweisen, zogen aber im nachfolgenden Jahr in den Super Bowl ein. Der Super Bowl XLII konnte mit 17:14 gegen die New England Patriots gewonnen werden. Im Jahr 2008 konnten die Giants zwölf ihrer 16 Spiele gewinnen, scheiterten aber in den Play-offs erneut früh, diesmal an den Philadelphia Eagles. Dave Diehl gewann im Jahr 2012 seinen zweiten Super Bowl. Nach einem 20:17-Sieg über die San Francisco 49ers im NFC Championship Game, konnten sich die Giants mit 21:17 im Super Bowl XLVI erneut gegen die Patriots durchsetzen.
Diehl stand ursprünglich bis 2011 bei den Giants unter Vertrag. Er erhielt diesen 2005 mit einem Einkommen über 15,5 Millionen US-Dollar. 2008 wurde der Vertrag auf sechs Jahre verlängert. Es war mit einem Salär von 31 Millionen US-Dollar verbunden. Im Jahr 2013 wurde sein Gehalt auf eine Million Dollar gekürzt. Im Januar 2014 gab er nach elf Jahren bei den New York Giants sein Karriereende bekannt.

## Ehrungen
Diehl wurde einmal in den Pro Bowl und einmal zum All Pro gewählt.